# Procladius mozambique
Procladius mozambique är en tvåvingeart som beskrevs av Roback 1982. Procladius mozambique ingår i släktet Procladius och familjen fjädermyggor.
Artens utbredningsområde är Colombia. Inga underarter finns listade i Catalogue of Life.